# Campionato del mondo turismo
Il FIA WTCC (FIA World Touring Car Championship, conosciuto anche come campionato del mondo turismo) è stato un campionato automobilistico promosso dalla FIA, dedicato alle vetture di grande serie che rispondano alle specifiche tecniche S2000 e S2000D. Nel dicembre 2017 la FIA ha annunciato la fusione del campionato con le TCR international Series, dando vita alla coppa del mondo turismo (WTCR).

## La nascita e il ritorno
Una prima edizione del WTCC si ebbe nel 1987 e si concluse con il successo dell'italiano Roberto Ravaglia su BMW. Tale campionato risorse nel 2005 dalle ceneri del Campionato Europeo Turismo (ETCC, a sua volta ispirato dal campionato italiano superturismo).

## Regolamento tecnico

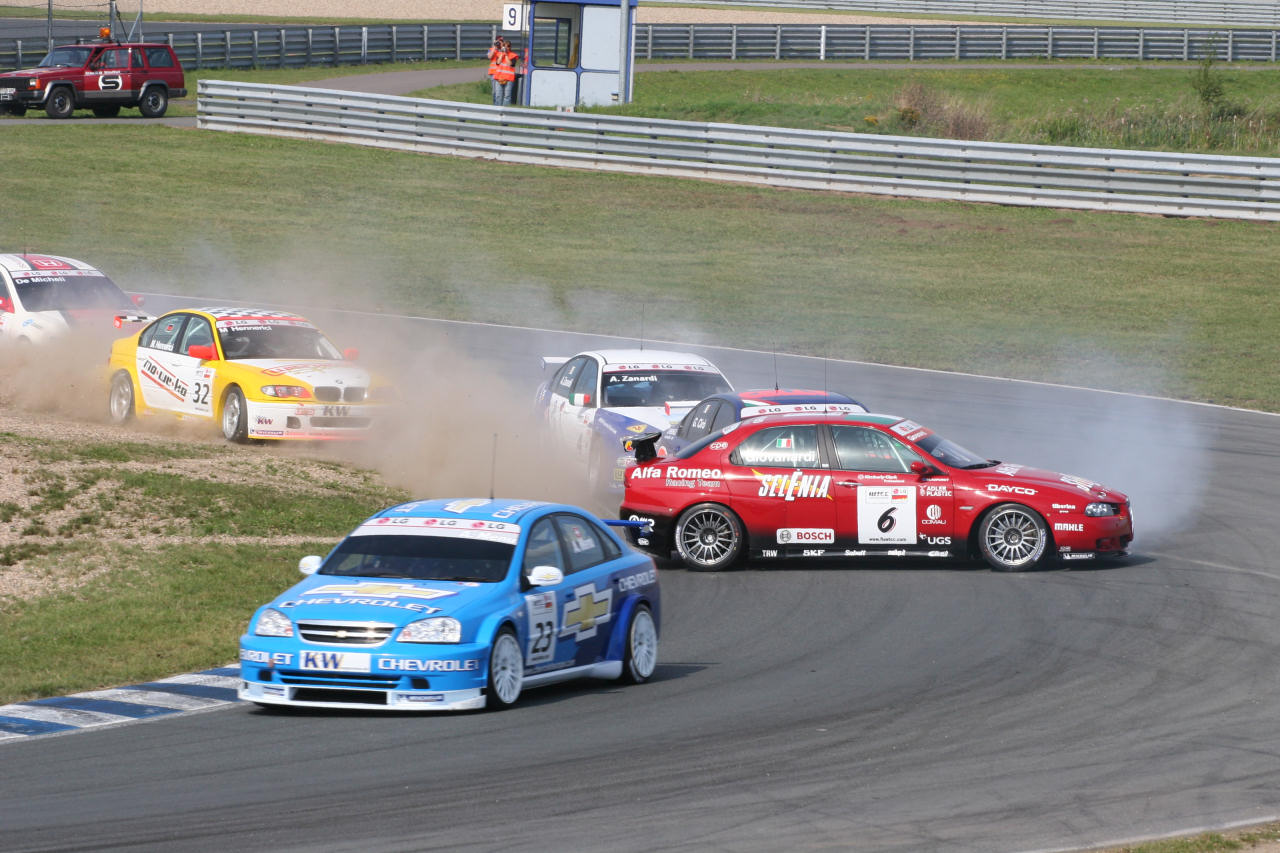
Una prova del Mondiale Turismo in Germania nel 2005

Sono ammesse soltanto vetture che, di serie, vengano prodotte in un numero non inferiore alle 2500 unità annue. Queste devono inoltre essere omologate per almeno quattro posti e non avere una cilindrata superiore ai 2000 cm³. Vietato l'uso di valvole ad alzata variabile (come VTEC di Honda, Valvetronic di BMW o Multiair di Fiat). Nel 2012 sono variate le cilindrate che passano da 2000 cm³ a 1600 cm³ turbo.
Sono vietati i sistemi d'assistenza alla guida (ABS, ESP). La trazione è solo su uno dei due assali anteriore o posteriore e sono previsti pesi minimi in base non solo al tipo di trazione ma anche in base alla collocazione del cambio. Per tutte le squadre, le gomme sono fornite da Yokohama.
Eccezionalmente, ad ogni evento, possono essere accettate delle wild card, ossia delle vetture che partecipano in forma del tutto straordinaria ad un numero limitato di gare. Queste vetture devono comunque rispettare tutte le norme di sicurezza descritte all'interno del regolamento, ma possono correre in deroga al regolamento tecnico. Ne è un esempio il team Volvo ufficiale che corre nell'STCC e che ha schierato due C30 alimentate a bioetanolo nell'appuntamento di Brands Hatch. Queste vetture, così come i relativi piloti e le corrispondenti scuderie, non possono ottenere punti mondiali neanche in caso di piazzamento favorevole in gara. Se una di queste vetture (denominate anche "ad omologa nazionale") ottiene un piazzamento in zona punti nella prima manche viene considerata "trasparente" anche ai fini della griglia invertita per Gara 2.

## Regolamento sportivo
Ogni evento internazionale si disputa su due manche (gara uno e gara due), ognuna della distanza di almeno 50 km. In ognuna delle due gare, vengono assegnati punti ai primi dieci classificati: 25 al primo, 18 al secondo, 15 al terzo e poi 12, 10, 8, 6, 4, 2 ed 1 punto dalla quarta alla decima posizione come il punteggio di Formula 1.
La griglia di partenza di gara due viene definita dalle posizioni d'arrivo di gara uno, con le prime otto posizioni invertite (l'ottavo classificato partirà in pole position, il vincitore in ottava posizione ed il nono classificato partirà dalla nona piazza). Lo schieramento di partenza di gara uno viene definito dal risultato delle qualifiche del giorno prima.

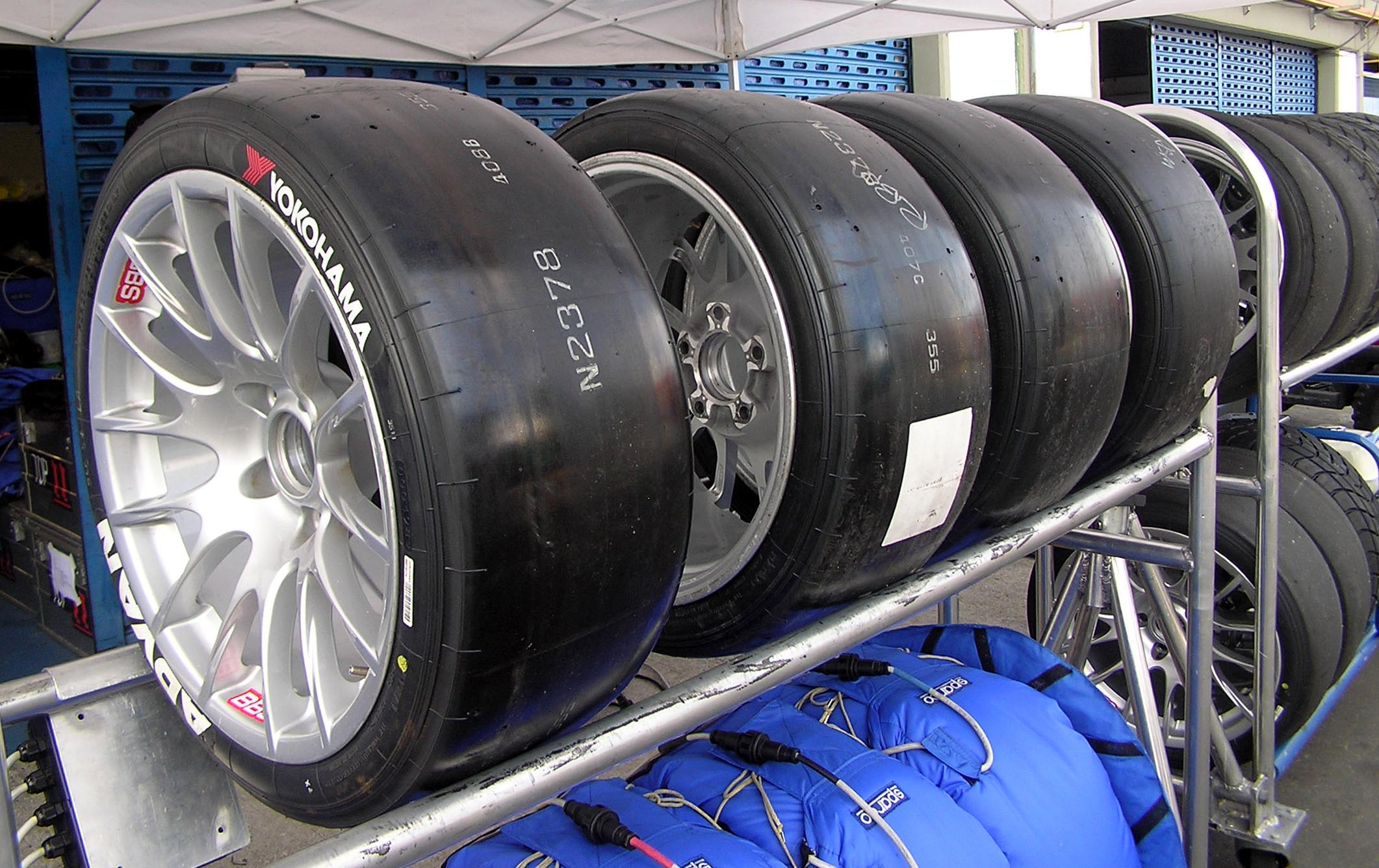
Gli pneumatici slick forniti dalla giapponese Yokohama

Il nuovo sistema di correzione dei pesi (zavorre) è stato introdotto nel 2009. Viene calcolato un tempo medio sul giro delle migliori due vetture per ogni singolo modello: il modello di riferimento è quello che è risultato essere il più veloce nel corso dei tre weekend precedenti (due per le prime tre gare). Se il distacco rispetto al modello più veloce è di 0.3 secondi o minore, il peso della vettura rimane invariato. Per distacchi superiori ai tre decimi di secondo i modelli usufruiscono di uno "sconto" di 10 kg per decimo. Il nuovo sistema, basato sul tipo di vettura e non sul pilota più veloce, è stato modificato per evitare che i correttivi di peso diventassero una sorta di punizione per chi riusciva a vincere di più, rispettando il più possibile la filosofia delle zavorre, che è quella di livellare le prestazioni delle vetture.

## I protagonisti

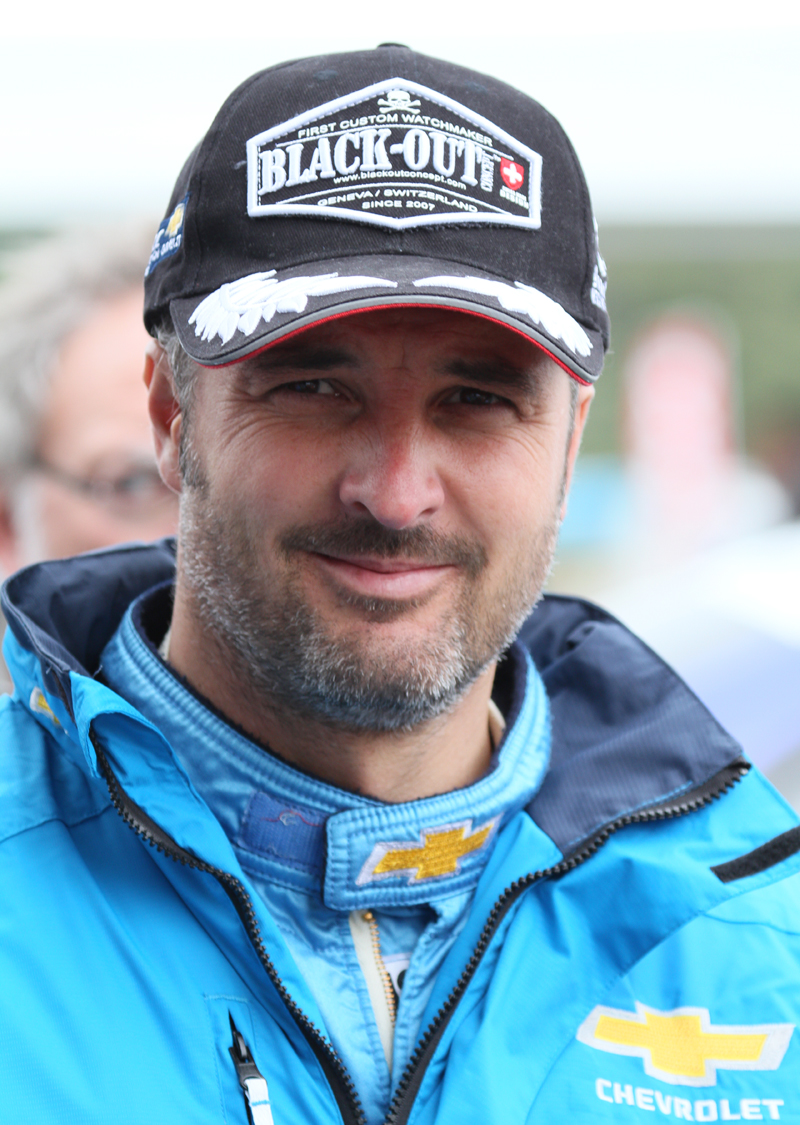
Yvan Muller, quattro volte campione del mondo WTCC

Hanno partecipato al campionato WTCC Alex Zanardi, Augusto Farfus, Fabrizio Giovanardi, Gabriele Tarquini, Alain Menu, Nicola Larini, Dirk Müller, Jörg Müller, Gianni Morbidelli ed altri ancora. Ma i veri mattatori della serie sono Andy Priaulx, vincitore del titolo ETCC 2004 e del WTCC per tre campionati consecutivi dal 2005 al 2007, e Yvan Muller, capace di conquistare il mondiale turismo in quattro occasioni (record) dal 2008 al 2013. In maggior parte, si tratta di piloti che hanno fatto carriera nei vari campionati turismo nazionali, come l'italiano Superturismo, il britannico BTCC o il tedesco DTM.
Per quanto riguarda i costruttori, la nascita del WTCC in luogo del precedente ETCC è coincisa con la fine del predominio Alfa Romeo sul campionato. Dopo 8 anni di onorata carriera, l'Alfa 156 ha cominciato infatti a mostrare i primi segni di debolezza, in favore del team BMW che ha raccolto subito lo scettro di costruttore principe della serie (che manterrà fino al campionato 2007). Alfa Romeo, pur reduce da numerosi successi, decide poi nel 2005 di non rinnovare il proprio impegno nel campionato e alla fine di questo stesso anno abbandona ufficialmente la competizione. A portare avanti, ancora per due anni, le 156 rimarrà il team N-Technology, ma con risultati che andranno via via scemando, causa la continua perdita di competitività rispetto ai team ufficiali. D'altra parte il costante sviluppo della potente BMW 320i, e successivamente della 320si, consente alla casa bavarese di ottenere titolo costruttori e piloti (sempre assieme a Andy Priaulx) per tre anni consecutivi (dal 2005 al 2007).
Nel 2008 è Yvan Muller, pilota francese della SEAT, a conquistare il titolo mondiale a bordo della sua Leon. A favorire la casa iberica sono i grandi investimenti che sostengono la squadra, ma anche la scelta di aver introdotto per la prima volta, nel corso della stagione 2007, una vettura spinta da un motore Diesel, tutt'oggi ancora l'unica con questo tipo di motorizzazione all'interno del WTCC. Anche nel 2009 la Seat riesce a conquistare il titolo costruttori e il suo pilota italiano Gabriele Tarquini, nonostante le poche vittorie ottenute durante la stagione, diventa comunque campione del mondo grazie alla sua costanza nei risultati. Nel 2005 in occasione del rilancio del marchio nel mercato europeo dopo l'acquisizione della Daewoo, la Chevrolet approda in questo campionato con il modello Lacetti. Nonostante l'esordio difficile a causa della notevole esperienza accumulata dalle altre case costruttrici nel corso degli anni, già nel 2007 la vettura risulta essere particolarmente competitiva e ottiene diversi successi in campionato. Dopo quattro anni la Lacetti può vantare 14 vittorie, 38 podi e 8 pole position e 9 giri veloci. Nel 2009 la Chevrolet partecipa alla competizione con il nuovo modello della casa americana ossia la neonata Cruze.

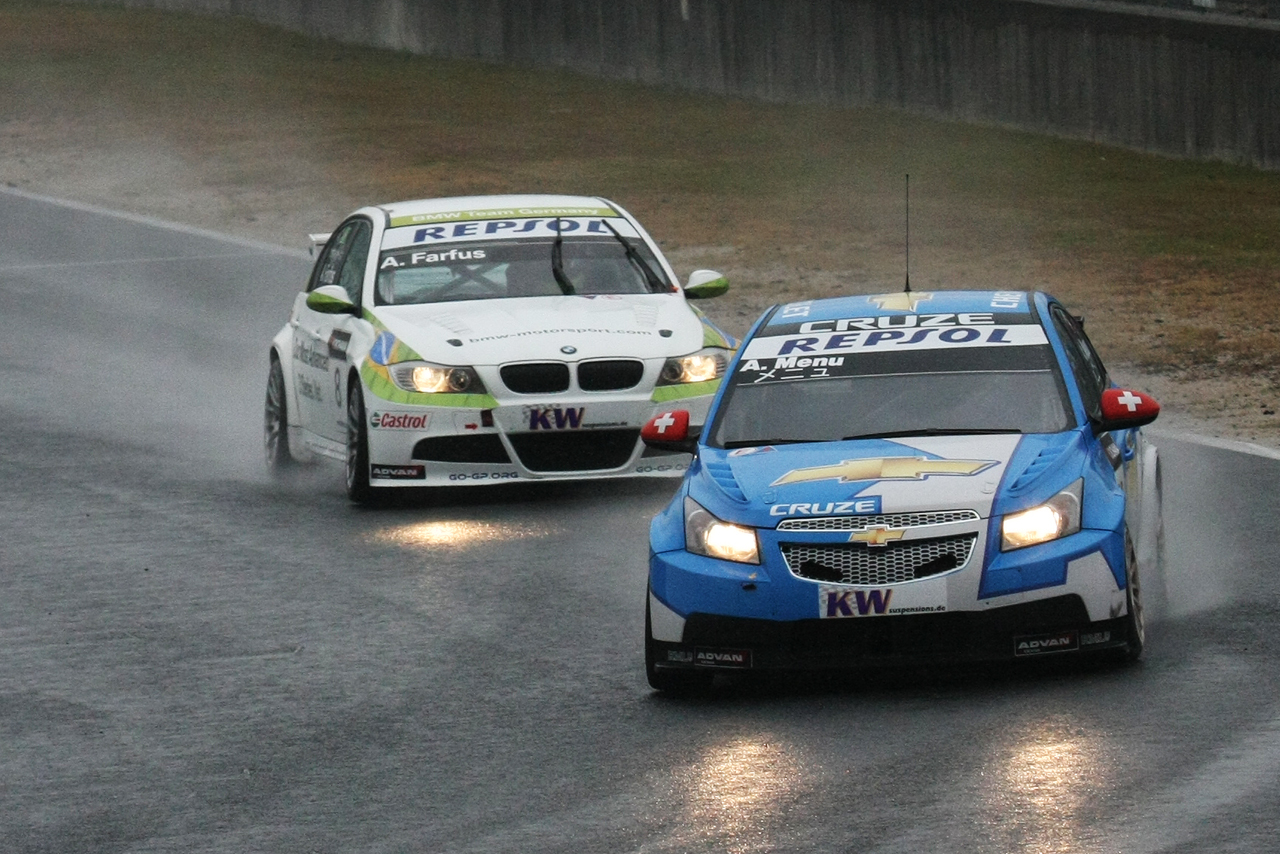
BMW e Chevrolet, le due case più titolate nel mondiale turismo.

È questione di poco tempo e già nella stagione 2010, Yvan Muller ad una gara di anticipo dalla conclusione della stagione, conquista il titolo mondiale in seguito alla decisione della commissione di squalificare il team BMW per aver montato un cambio sequenziale sospetto che riduceva il peso della vettura e che era stato sviluppato e omologato solo per il pilota Alex Zanardi, il quale però non è più iscritto a questa competizione. Dopo tre anni di apprendistato con alcune apparizioni sporadiche, Volvo ha confermato che a partire dalla stagione 2011 sarà al via del WTCC per valutare una successiva un'entrata ufficiale della casa svedese nel Mondiale Turismo a partire dal 2012; la Volvo si presenterà con il modello C30 DRIVe del team Polestar insieme al pilota Robert Dahlgren, che ha trionfato nello Swedish Touring Car Championship (STCC). Il 2012 vede l'ingresso della Ford, con il Team AON, e anche la partecipazione a 2 gare della Russa Lada. Al termine della stagione, che si chiude come di consueto a Macao, Rob Huff (Chevrolet) conquista il titolo piloti 2012, davanti ai compagni di squadra Alain Menu e Yvan Muller; La Chevrolet conquista il suo ultimo titolo costruttori, in quanto si ritira al termine della stagione 2012. Nel 2013 vede il ritorno della Honda con Gabriele Tarquini e Tiago Monteiro, alla guida del team ufficiale che schiera la Civic. Il campionato 2014 prevede la partecipazione di diversi costruttori, BMW, Chevrolet, Citroen, Honda, Lada e Seat, più l'Alfa Romeo che fornisce le vetture di servizio su pista e la 4C adibita a safety car.

## Albo d'oro
| Campionato del mondo turismo | Campionato del mondo turismo | Campionato del mondo turismo | Campionato del mondo turismo | Campionato del mondo turismo | Campionato del mondo turismo               | Campionato del mondo turismo | Campionato del mondo turismo | Campionato del mondo turismo | Campionato del mondo turismo | Campionato del mondo turismo |
|                              | Titolo piloti                | Titolo piloti                | Titolo piloti                |                              | Titolo scuderie                            | Titolo scuderie              |                              | Titolo privati               | Titolo privati               | Titolo privati               |
| Anno                         | Pilota                       | Scuderia                     | Auto                         | Costruttore                  | Auto                                       | Pilota                       | Scuderia                     | Auto                         |                              |                              |
| ---------------------------- | ---------------------------- | ---------------------------- | ---------------------------- | ---------------------------- | ------------------------------------------ | ---------------------------- | ---------------------------- | ---------------------------- | ---------------------------- | ---------------------------- |
| 1987                         | Roberto Ravaglia             | Schnitzer Motorsport         | BMW M3                       | Eggenberger Motorsport       | Ford Sierra RS Cosworth Ford Sierra RS 500 | Non disputato                | Non disputato                | Non disputato                |                              |                              |
| Coppa del mondo turismo      |                              |                              |                              |                              |                                            |                              |                              |                              |                              |                              |
|                              | Titolo piloti                | Titolo piloti                | Titolo piloti                |                              | Titolo costruttori                         | Titolo costruttori           |                              | Titolo nazioni               | Titolo nazioni               | Titolo nazioni               |
| Anno                         | Pilota                       | Scuderia                     | Auto                         | Costruttore                  | Costruttore                                | Nazione                      | Nazione                      | Nazione                      |                              |                              |
| 1993                         | Paul Radisich                | Ford Team Mondeo             | Ford Mondeo                  | Non disputato                | Non disputato                              | Italia                       | Italia                       | Italia                       |                              |                              |
| 1994                         | Paul Radisich                | Ford Team Mondeo             | Ford Mondeo                  | BMW                          | BMW                                        | Germania                     | Germania                     | Germania                     |                              |                              |
| 1995                         | Frank Biela                  | Racing Organisation Course   | Audi A4 Quattro              | Audi                         | Audi                                       | Non disputato                | Non disputato                | Non disputato                |                              |                              |
| Campionato del mondo turismo |                              |                              |                              |                              |                                            |                              |                              |                              |                              |                              |
|                              | Titolo piloti                | Titolo piloti                | Titolo piloti                |                              | Titolo costruttori                         | Titolo costruttori           |                              | Titolo privati               | Titolo privati               | Titolo privati               |
| Anno                         | Pilota                       | Squadra                      | Auto                         | Costruttore                  | Auto                                       | Pilota                       | Squadra                      | Auto                         |                              |                              |
| 2005                         | Andy Priaulx                 | BMW Team UK                  | BMW 320i                     | BMW                          | BMW 320i                                   | Marc Hennerici               | Wiechers-Sport               | BMW 320i                     |                              |                              |
| 2006                         | Andy Priaulx                 | BMW Team UK                  | BMW 320si                    | BMW                          | BMW 320si                                  | Tom Coronel                  | GR Asia                      | SEAT León                    |                              |                              |
| 2007                         | Andy Priaulx                 | BMW Team UK                  | BMW 320si                    | BMW                          | BMW 320si                                  | Stefano D'Aste               | Wiechers-Sport               | BMW 320si                    |                              |                              |
| 2008                         | Yvan Muller                  | SEAT Sport                   | SEAT León TDI                | SEAT                         | SEAT León TDI                              | Sergio Hernández             | Proteam Motorsport           | BMW 320si                    |                              |                              |
| 2009                         | Gabriele Tarquini            | SEAT Sport                   | SEAT León 2.0 TDI            | SEAT                         | SEAT León 2.0 TDI                          | Tom Coronel                  | SUNRED Engineering           | SEAT León 2.0 TFSI           |                              |                              |
| 2010                         | Yvan Muller                  | Chevrolet RML                | Chevrolet Cruze LT           | Chevrolet                    | Chevrolet Cruze LT                         | Sergio Hernández             | Proteam Motorsport           | BMW 320si                    |                              |                              |
| 2011                         | Yvan Muller                  | Chevrolet RML                | Chevrolet Cruze 1.6T         | Chevrolet                    | Chevrolet Cruze 1.6T                       | Kristian Poulsen             | Liqui Moly Team Engstler     | BMW 320 TC                   |                              |                              |
| 2012                         | Robert Huff                  | Chevrolet RML                | Chevrolet Cruze 1.6T         | Chevrolet                    | Chevrolet Cruze 1.6T                       | Norbert Michelisz            | Zengő Motorsport             | BMW 320 TC                   |                              |                              |
| 2013                         | Yvan Muller                  | RML                          | Chevrolet Cruze 1.6T         | Honda                        | Honda Civic WTCC                           | James Nash                   | bamboo-engineering           | Chevrolet Cruze 1.6T         |                              |                              |
| 2014                         | José María López             | Citroën Total WTCC           | Citroën C-Elysée WTCC        | Citroën                      | Citroën C-Elysée WTCC                      | Franz Engstler               | Liqui Moly Team Engstler     | BMW 320 TC                   |                              |                              |
| 2015                         | José María López             | Citroën Total WTCC           | Citroën C-Elysée WTCC        | Citroën                      | Citroën C-Elysée WTCC                      | Norbert Michelisz            | Zengő Motorsport             | Honda Civic WTCC             |                              |                              |
| 2016                         | José María López             | Citroën Racing               | Citroën C-Elysée WTCC        | Citroën                      | Citroën C-Elysée WTCC                      | Mehdi Bennani                | Sébastien Loeb Racing        | Citroën C-Elysée WTCC        |                              |                              |
| 2017                         | Thed Björk                   | Polestar Cyan Racing         | Volvo S60 Polestar TC1       | Volvo                        | Volvo S60 Polestar TC1                     | Tom Chilton                  | Sébastien Loeb Racing        | Citroën C-Elysée WTCC        |                              |                              |

## Eventi correlati
Dal 2007 al 2009 il WTCC è stato affiancato negli appuntamenti europei dalla Formula Masters; Dal 2009 le altre serie che accompagnano il WTCC sono: il Trofeo 500 Abarth Europe e la SEAT Leòn Eurocup. Fino al 2013 vi era anche la Formula 2.